# Zrada (kniha)
Zrada (anglicky A Planet Called Treason, vydána roku 1979, poté přepracována a roku 1988 opětovně publikována pod názvem Treason) je sci-fi román Orsona Scotta Carda, autora sci-fi cyklu Enderova hra.

## Děj
Děj se odehrává na planetě jménem Zrada, kam byli před třemi tisíci lety posláni do vyhnanství různí vědci s rodinami. Jediná možnost návratu byla postavit si kosmickou loď. Avšak nejpevnějším zpracovatelným kovem na Zradě bylo stříbro. Ostatní kovy mohli pouze kupovat od svých věznitelů díky teleportačním zařízením zvaných ambasadoři. Dlouho jim trvalo než přišli na to, za co dostanou železné pruty. A první byli Muellerové – potomci genetika.
Lanik Mueller je hlavní postavou románu, dědic nejmocnějšího vladařského rodu na planetě, kteří dokázali naučit vlastní tělo neuvěřitelně rychlé regeneraci. Když jsou jakýmkoli způsobem zraněni, jejich tělo se dokáže během několika minut zahojit.
Jejich dospívání je díky tomu velmi bouřlivé. V této době je normální, že mladí muži a ženy mají jednu nebo dvě ruce navíc, tři nosy, nebo dokonce dvě srdce. Jednou za několik generací se však stává, že se narodí radikální regenerát. Stvůra, které rostou nadbytečné orgány a končetiny neustále. A právě za orgány a končetiny získávané od radikálních regenerátů chovaných v kotcích za tímto účelem dostávají Muellerové železné pruty. Lanik Mueller je jedním z těch, které postihl stejný osud.
Dědicem se tedy stává Lanikův mladší bratr Dinte a Lanik musí být vyhnán za země. Aby se jeho otec vyhnul tomu, že pošle svého syna do kotců k ostatním radikálům, vyšle ho jako velvyslance a zároveň špiona do Nkumaje, země nepřítele, který žije v korunách stromů.
Protože mladému Lanikovi jako radikálovi vyrostla prsa, vydává se za ženu, vyslankyni z Birdu. V Nkumaji si mění jméno na Slavici a setkává se s Mwabao Mawou, která se těší u lidí Nkumaje velké vážnosti a její osoba je opředena mnoha pověstmi, které nijak nevyvrací.
Mwabao Mawa mu po čase prozradí, že kov získávají za nádherně voňavý vzduch, který chytají do lahví vysoko v korunách stromů. Lanik ale brzy zjistí, že to byla lež a že ve skutečnosti je Nkumaj zemí fyziků, kteří prodávají svoje znalosti – a ty jsou pro lidi stokrát cennější než lidské orgány a končetiny.
Krátce po tomto zjištění se vrátí zvědové z Birdu a Lanik je zajat. Po nějaké době se dokáže osvobodit, ale při útěku je zraněn tak, že mu vyhřeznou vnitřnosti. Díky regeneraci se z vnitřností vytvoří dítě. Když se Lanikovi z těla vytrhla polovina vnitřností, tělo zhojilo obě poloviny. Lanik tedy utíkal z Nkumaje spolu se svým dokonalým dvojníkem, který s ním byl stále spojený. Rostl velmi rychle. Pak ho ale od sebe Lanik oddělí a smrtelně ho zraní.
Pak se dostane na loď, kde ho drží jako zajatce. Když mu ale vyrostou další ruce a nohy, muži z posádky jsou hrůzou bez sebe a vysadí ho na pevnině. Odtud se Lanik nemůže dostat jinam než do Schwartzu – země pojmenované po geoložce Schwartzové, dávno ztracené v poušti.
Ve Schwartzu je uzdraven tamními obyvateli a přestává být radikálním regenerátem. Postupně se od nich naučí jak žít bez jídla, jak promlouvat se skálou a jak dokázat, aby se přetvářela tak, jak chce. Nakonec pochopil, že Schwartzové dokázali porozumět strukturám a měnit je – takhle ho také uzdravili. Za čas se Lanik stává mnohem silnějším než lidé ze Schwartzu – dokáže věci, které oni mohou dělat jen společně. Rozhodne se vrátit domů, aby převzal vládu a zachránil svou zemi před lidmi z Nkumaje, kteří ve válkách porazili mnoho zemí a teď stáli na hranici Muelleru. Odchází ale se slibem, že nikdy nedonutí zemi, aby zabila.
Nedaleko Muelleru je zajat Muellerskými vojsky, kde, přestože je poznán, je opovrhovaný a opakovaně prohlašovaný za zrádce a dokonce je obviněn z toho, že vede Nkumajská vojska.
V Muelleru je postaven před soud, kde se obhajuje tím, že je možné, že dvojník, kterého od sebe oddělil při útěku z Nkumaje přežil a teď bojuje v čele Nkumajských vojsk. Přesto ho otec odsoudí k smrti. Z vězení je ale osvobozen svou snoubenkou Sarannou a otcem, který mu celou dobu věřil, ale nemohl nic dělat, protože v zemi ztratil svoji moc. Dinte a Ruva – Lanikova macecha – se spikli a po Lanikově odchodu ze země převzali vládu. Po vydařeném útěku ze zajetí se Lanik dostane k armádě otcových věrných. Není nijak početná a její počet se už vůbec nezvyšuje, když se k ní přidá Lanik, proto se rozhodne, že před Dintem a jeho vojskem budou ustupovat. Nakonec se dostanou až do pověstmi opředených lesů Ku Kueje. Tam se Lanik s otcem oddělí od armády.
Když se pak setkají s rodinou filosofa Ku Kueje, on i otec a Saranna se naučí ovládat tok času – dokáží se v čase zrychlit a zpomalit. V době, kdy jsou všichni tři v Ku Kueji, Lanikův otec spáchá sebevraždu. Potom se Lanik rozhodne znovu odejít, Sarannu však nechává v Ku Kueji.
Nějakou dobu pracuje u pastýře a jeho rodiny v hornaté oblasti Hrbech. V té době zjistí, že ve zrychlení vidí některé lidi jinak než v reálném čase. Odjede do Gillu, kam sleduje jednoho z těchto lidí – chameleonů. Zjistí, že tito lidé dokážou nějakým způsobem měnit svou podobu a jenom Lanik je schopen rozpoznat jak vypadají doopravdy, a to jen tehdy, když je ve zrychlení. Přijde na to, že to jsou lidé z Andersonu a že jsou mistři lží a iluze. Dokáží přesvědčit jiného člověka o čemkoli a nenápadně se dostali na vysoká místa ve všech zemích. Chystali se ovládnout celou Zradu a přitom zabíjeli. Lanik se rozhodne, že Anderson se všemi jeho obyvateli zničí.
Vrátí se do Schwartzu, kde požádá o pomoc. Nejdříve je odmítnut, ale nakonec mu Schwartzové řeknou, jak to má udělat. Tak Lanik potopí celý Andersonův ostrov a zradí tak zemi. Mezi tím se také dozví, že na celé Zradě bylo mnoho železa, ale aby se kvůli němu nevedly války, Schwartzové ho uschovali hluboko pod zem.
Potom Lanik odejde a postupně zabije všechny ostatní „chameleony“, které najde a vrátí se do Muelleru. Tam se setká z Dintem – ten je ale ve skutečnosti Lanikův dvojník, kterého se Lanik pokusil zabít při útěku z Nkumaje. Dinta totiž Lanik zabil, když mu při útěku z Muelleru prořízl hrdlo, v domnění, že se mu to jako Mullerovi zhojí – nechtěl ho zabít. Lanikův dvojník je stejně jako dříve Lanik radikální regenerát. Po dlouhé rozmluvě, kdy dojdou ke vzájemnému pochopení ho Lanik uzdraví tak, jak to jemu udělali Schwartzové a protože sám vládnout nechce, ponechá svého dvojníka na muellerském trůnu. Jediný člověk, který ví, jak Andersonové vytvářeli iluze je tedy Lanikův dvojník.
Pak Lanik zničí všechny ambasadory – pochopil, že jedině tak osvobodí Zradu od závislosti na nich a jedině tak si její obyvatelé uvědomí krásu a zázračnost planety, kde žijí. Vrátí se do Ku Kueje, kde najde Sarannu přesně tak, jak ji opustil, protože celou dobu co byl pryč, byla ve zpomaleném čase. Společně potom odejdou za pastýři do Hrbů, kde chtějí prožít zbytek života.

## Hlavní postavy
- Lanik Mueller – dědic Muelleru, chytrý a velmi schopný mladík
- Saranna – Lanikova snoubenka
- Ensel Mueller – Lanikův otec, král Muelleru
- Dinte – Anderson, který díky iluzím přesvědčil všechny z Muelleru, že je Muellerovým synem a dalším dědicem trůnu
- Ruva – Lanikova macecha
- Mwabao Mwaba – Anderson, který se dostal na nejvyšší místa v Nkumaji
- Helmut – Lanikův přítel ze Schwartzu

## České vydání
- Orson Scott Card: Zrada. Plzeň: Nakladatelství Laser-books, 2011, ISBN 978-80-7193-334-2